# Bugatti Type 64
Der Bugatti Type 64 ist ein Automobil-Prototyp von Bugatti. Er wurde als möglicher Nachfolger des Type 57 entwickelt. Es wurden ein komplettes Fahrzeug, mindestens vier Fahrgestelle und eine unbekannte Anzahl Motoren gebaut. Nur ein Chassis (Nr. 64101) wurde im Werk fahrfertig aufgebaut. Es erhielt einen Aufbau als Coach Surprofilée, den Carrosserie Gangloff in Colmar nach Plänen von Jean Bugatti anfertigte. Es ist erhalten und Bestandteil der Cité de l’Automobile in Mülhausen. Ein weiteres Fahrgestell (Nr. 64103) erhielt um 1968 einen originalen Motor und wurde ab 2012 als Unterrichtsprojekt einer amerikanischen Design-Hochschule mit einer Karosserie versehen. Es ist ein Ausstellungsobjekt des Mullin Automotive Museum in Oxnard (Kalifornien).

## Modellgeschichte
Jean Bugatti, etwa 30 Jahre alt und 1936 unter turbulenten Umständen faktisch Nachfolger seines Vaters Ettore Bugatti als Geschäftsführer geworden, war zu dieser Zeit stark gefordert. Diese Aufgabe war für Jean Bugatti an sich schon schwierig genug; das Unternehmen war spätestens im Sommer 1939 stark angeschlagen und stand Anfang August faktisch vor der Insolvenz, weil die Banken die Kredite aufgekündigt hatten. Darüber hinaus leitete Jean Bugatti das kleine Designbüro, steuerte Entwürfe bei und beaufsichtigte die Karosserieabteilung. Nach Bartolomeo Costantinis Ausscheiden als Chef des Bugatti-Werkrennteams übernahm Jean auch diese Aufgabe.
Der Type 64 war der Versuchsträger für ein mittlerweile dringend benötigtes Nachfolgemodell des 1933 vorgestellten und erfolgreichen Type 57. Die Entwicklung betrieb Jean Bugatti seit Januar 1937.
Es ist denkbar, dass er für diesen Nachfolger eine Weiterentwicklung des Type 50 B Reihenachtzylindermotors mit etwa 4,5 Litern oder sogar einen komplett neuen Motor gleicher Größe angestrebt hatte. Weil beides beim Bau des Type 64 nicht zur Verfügung stand, wurde der bewährte 3,3-Liter-Motor angepasst. Sicher belegt ist die Herstellung von zwei Fahrgestellen. Während das eine 1938 entstand und 1939 karossiert wurde (Nr. 64101), erhielt das andere (Nr. 64102) erst 2012 oder 2013 einen eigenen Aufbau.
Jean Bugatti verunglückte am 11. August 1939 tödlich. Drei Wochen später brach der Zweite Weltkrieg aus, woraufhin der Inhalt des Werks von Molsheim nach Bordeaux evakuiert wurde. Die Entwicklungsarbeit am Type 64 konnte unter diesen Umständen nicht fortgesetzt werden.

## Technik

### Motor

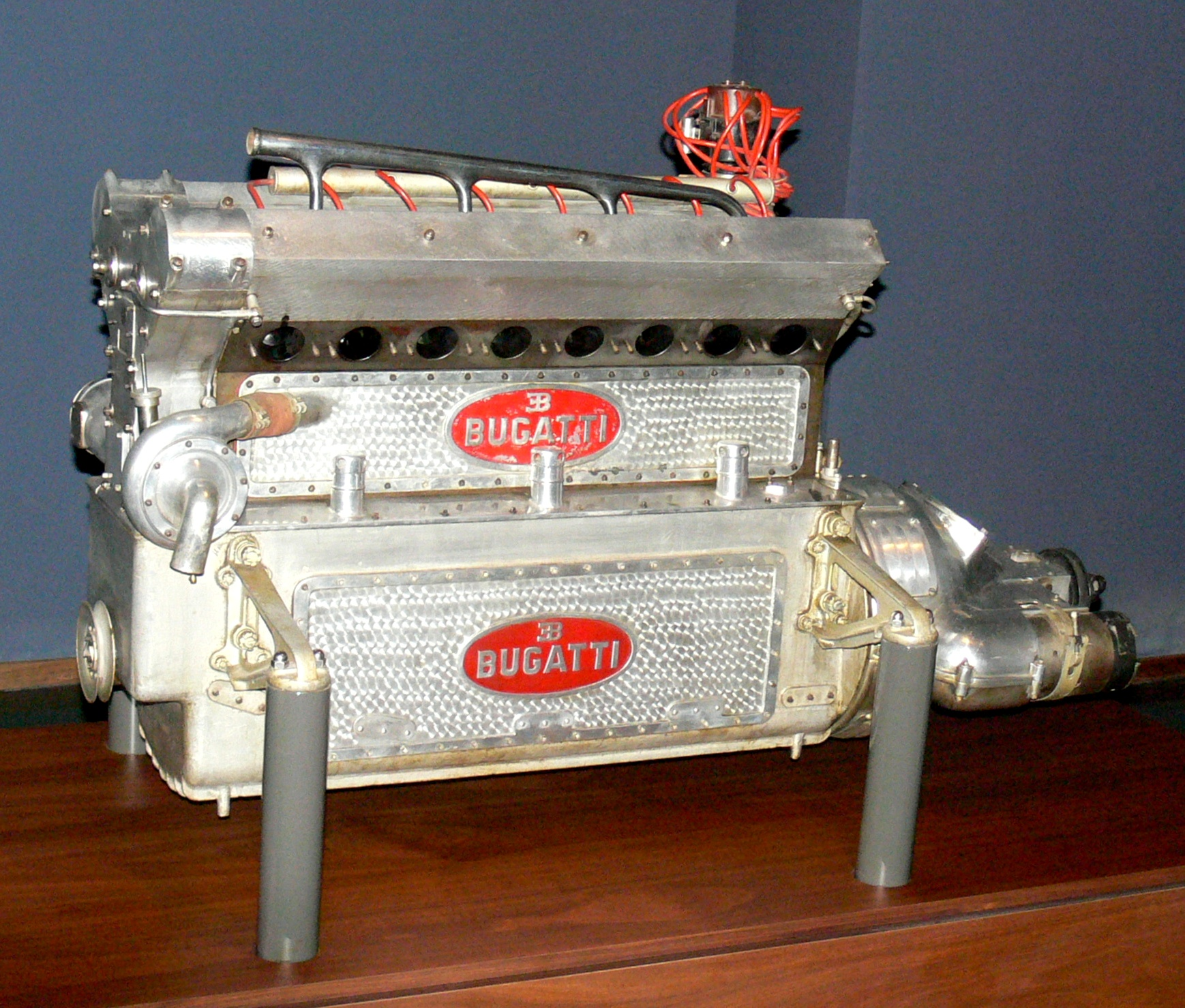
Motor vom Type 50 B

Der für die Serie angedachte Motor Type 50 B konnte im Type 64 noch nicht verwendet werden. Das einzige vollständig aufgebaute Exemplar hat eine auf 4,7 Liter vergrößerte Version des 3,3-Liter-Motors vom Type 57.
Die folgenden Daten beziehen sich auf dieses Komplettfahrzeug Nr. 64101 mit abgeänderten Type 57-Motor. Das später fertiggestellte Zweitfahrzeug hat einen Serienmotor Type 57 mit 3,3 Liter Hubraum.
| Kenngrößen           | Daten                          |
| -------------------- | ------------------------------ |
| Bauzeit:             | 1939                           |
| Motor:               | Reihenachtzylinder             |
| Ventile:             | 16                             |
| Hubraum:             | 4432 cm³                       |
| Bohrung / Hub:       | 84 / 100 mm                    |
| Gemischaufbereitung: | Stromberg-Vergaser, Kompressor |
| Leistung:            | 170 PS                         |

Quelle: Eine andere Quelle nennt 180 PS.
Das im einzigen komplett fertig gestellten Chassis (#64101) verwendete Triebwerk ist lediglich eine leicht überarbeitete und vergrößerte Version des vom Type 57 bekannten Leichtmetall-Reihenmotors mit acht Zylindern und Doppelnockenwellen. Bereits dieser war eine Weiterentwicklung des OHC-Motors für den Type 49.
Die Hubraumvergrößerung von 3257 auf 4432 cm³ ist auf eine größere Bohrung (84 statt 72 mm) zurückzuführen. Der Hub ist gegenüber dem Ausgangsmotor unverändert und beträgt 100 mm. Bugatti-typisch hat er keinen abnehmbaren Zylinderkopf („Monobloc“-Bauweise); eine zunehmend überholte und unpraktische Konstruktion, die zu sehr hohen Wartungskosten führte. Pro Zylinder sind je ein Ein- und Auslassventil vorgesehen. Der Motor hat wiederum zwei obenliegende Nockenwellen, die aber nicht mehr über Stirnräder, sondern mit Kegelzahnrädern am hinteren Ende des Blocks gesteuert werden. Auch das bei Bugatti jahrelang verfolgte Dreiventil-Prinzip, wie es der Type 50 noch vorsah, kam bereits seit dem Type 49 nicht mehr zur Anwendung. Die Brennräume sind hemisphärisch.
Für die Verzögerung dieses 180 km/h schnellen Viersitzers sorgen hydraulische Trommelbremsen von Lockheed.

### Kraftübertragung
Der Type 64 erhielt das klassenübliche Viergang-Vorwählgetriebe, das wie bei den meisten französischen Oberklassefahrzeugen von Cotal geliefert wurde. Motor und Getriebe sind verblockt und der Antrieb auf die Hinterachse erfolgt über Kardanwelle und Differential auf die Hinterräder.

### Fahrgestell
Wie beschrieben, besteht der Leiterrahmen des Fahrgestells aus Längsträgern, die aus je zwei gegeneinander gestellten und vernieteten U-Profilen geformt und somit hohl sind. Dies war für Bugatti eine neue Bauweise. Der Kastenrahmen war zudem bogenförmig nach außen ausgeführt, wodurch mehr Innenraum gewonnen wurde („Fischbauchrahmen“).
Tragendes Element des Wagens war ein mit einer Bodenplattform verschweißter Kastenrahmen. Die Vorderräder waren an Querlenkern und Viertelelliptikfedern aufgehängt, die Hinterräder an einer Pendelachse mit Zugstreben und Querblattfeder. Das Differenzial war mit dem Rahmen verschraubt. Alle vier Räder hatten hydraulische Stoßdämpfer und hydraulisch betätigte Trommelbremsen.
Es ist bekannt, dass Ettore und Jean Bugatti unterschiedliche Auffassungen zur Vorderachse hatten. Jean hätte schon beim Type 57 gerne eine moderne vordere Einzelradaufhängung verwendet, doch Ettore hatte bereits deren Erprobung untersagt. Er selber hatte in den 1920er Jahren eine robuste und leichte Starrachse konstruiert, die sehr gelobt worden war und viel zum Erfolg seiner Fahrzeuge beigetragen hatte. Zum Zeitpunkt der Konstruktion des Type 64 war sie aber veraltet. Trotzdem weist das Fahrzeug sowohl vorn wie hinten Starrachsen auf.

### Ein Type 57 als Design-Versuchsträger

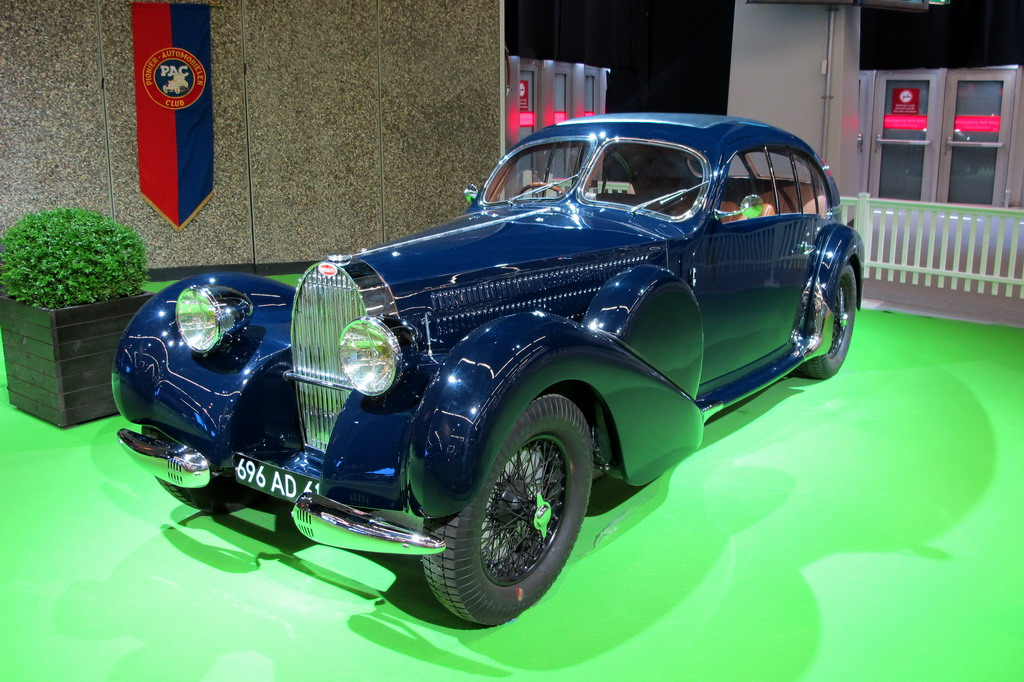
Eine Designstudie für den Type 64: Bugatti Type 57 Coach (1938, #57625).

Parallel zum Type 64 entwarf Jean Bugatti eine Karosserie für einen Type 57, die als Designstudie dienen kann. Sie wurde tatsächlich realisiert und ist in restauriertem Zustand erhalten geblieben, allerdings nicht auf dem ursprünglichen Fahrgestell. Einiges deutet darauf hin, dass dieses Design der werksinternen Nummer 1089 vom 25. März 1939 entspricht. Derzeit sitzt es auf Chassis Nr. 57625. Alte Fotos zeigen, dass das ursprüngliche Fahrgestell Teleskopstoßdämpfer und hydraulische Bremsen hatte, wie sie frühestens ab Ende 1938 verwendet wurden.

### Karosserien für den Type 64
Außer dem nachstehend beschriebenen Coach auf dem Fahrgestell Nr. 64101 (Design Nr. 1091 vom 25. Mai 1938) wird ein Entwurf von Jean Bugatti für eine Berline (Design Nr. 1093 vom 14. Januar 1939) genannt. Vor allem aber soll Jean Bugatti mit einem Flügeltüren-Coupé experimentiert haben, wie ein Entwurf mit der Nummer 1089 vom 25. März 1938 nahelegt.
Das Leergewicht ist je nach Quelle mit 1265 kg oder 1300 kg angegeben.

## Die einzelnen Fahrgestelle

### Chassis 64101

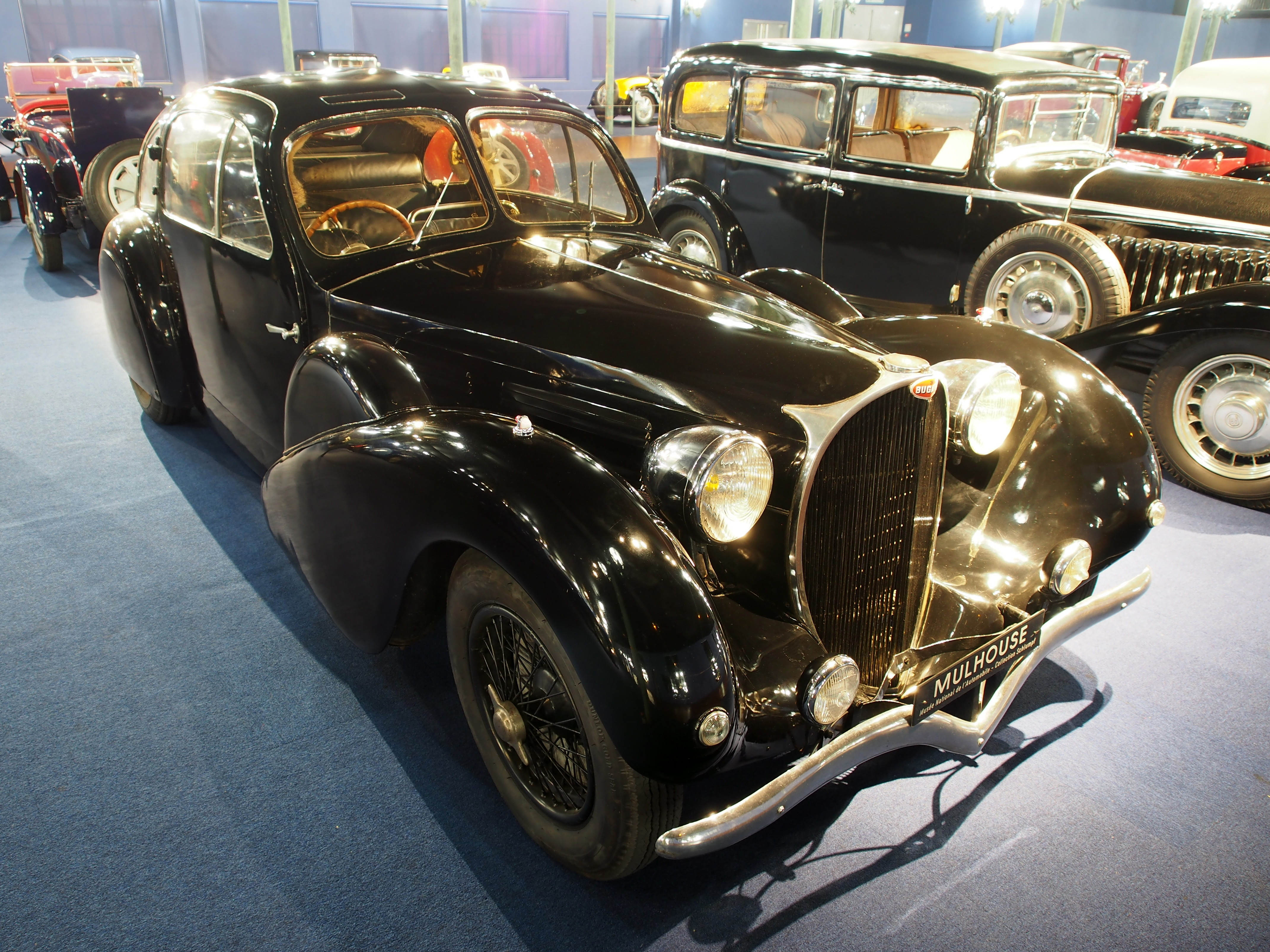
Bugatti Type 64 Coach Gangloff, Chassis Nr. 64101 (1939).

Die Karosserie entstand nach einem Entwurf von Jean Bugatti bei der Carrosserie Gangloff in Colmar.
Das Fahrzeug präsentiert sich heute in schwarz. Dies scheint nicht die originale Lackierung zu sein, zeitgenössische Aufnahmen zeigen den Type 64 in einer sehr hellen Farbe.
Das vollständig fahrtüchtige Auto wurde 1940 im Zuge der von der französischen Regierung angeordneten Evakuierung der Molsheimer Anlagen nach Bordeaux überführt. In der Folge wurde es nur noch gelegentlich verwendet, etwa um Gäste zu befördern oder als Ersatzwagen für die Geschäftsleitung. Wann genau der Type 64 stillgelegt wurde, ist nicht bekannt, es dürfte jedoch in den späten 1940er Jahren gewesen sein. Dies scheint auch kein bewusster Akt gewesen zu sein: Das immer noch fahrbereite Auto wurde ohne größere Vorbereitung und bei einem Tachometerstand von etwas über 20.000 km einfach abgestellt.
Das Fahrzeug kam wohl beim Kauf der Werkanlagen und des Inventars der Molsheimer Fabrik 1964 in den Besitz der Brüder Hans und Fritz Schlumpf. Nach der Insolvenz der Textilunternehmer und Autosammler wurde das Fahrzeug Bestandteil der Sammlung in der Cité de l’Automobile. Es stand viele Jahre lang wenig beachtet in der großen Ausstellungshalle. 2009 wurde der Type 64 so weit restauriert, dass er wieder fahrbar ist. Eine komplette Restaurierung ist nicht vorgesehen, um möglichst viel von der originalen Substanz zu erhalten.
Eine Quelle gibt etwa 410 cm Fahrzeuglänge und etwa 155 cm Fahrzeugbreite an.

### Chassis 64102
Zusätzlich zum komplettierten Type 64 des Museums in Mulhouse wurden zwei weitere Fahrgestelle gebaut, die jedoch werksseitig nie einen Motor erhielten. Beide blieben bis 1960 im Besitz von Bugatti und wurden dann an den belgischen Bugatti-Händler Jean de Dobbeleer aus Brüssel  verkauft. 64102 erhielt hier den Motor eines Type 57 und eine neue Karosserie, die von M. Jean Bats angefertigt wurde.

### Chassis 64103
Das dritte Fahrgestell wurde von de Dobbeleer weiterverkauft und ging danach durch verschiedene Hände. Ein originaler Type-64-Motor fand sich in einem Type 59. Erst später gelang der Erwerb des Motors, der Ende der 1960er Jahre einen korrekten Antriebsstrang erhielt.
Fahrgestell 64103 wurde 2002 am Pebble Beach Concours d’Elegance als Rolling Chassis, also komplett mit Motor, Antrieb und Rädern, der Öffentlichkeit vorgestellt und gemäß einer Quelle im folgenden Jahr von Peter Mullin erworben.
Dieses Fahrzeug erhielt später eine extra angefertigte Karosserie.

### Chassis 64104
Dieses erhaltene Fahrgestell ohne Motor befindet sich ebenfalls im Besitz des Museums in Mülhausen.

### Chassis 64105
Dieser Rahmen gehört dem Bugatti-Spezialisten und Buchautor Robert Jarraud.

## Technische Daten
| Daten                    | Chassis 64101 Motor T57 4,4L | Chassis 64102 Motor T57 3,3L | Chassis 64103 Motor 50 B 4,7L | Chassis 64104 ohne Motor | Chassis 64105 ohne Motor |
| ------------------------ | --- | --- | --- | --- | --- |
| Motor:                   | Achtzylinder-Reihenmotor (Viertakt) | Achtzylinder-Reihenmotor (Viertakt) | Achtzylinder-Reihenmotor (Viertakt) | ohne | ohne |
| Hubraum cm³:             | 4432 | 3257 | 4741 | - | - |
| Bohrung × Hub mm:        | 84 × 100 | 72 × 100 | 84 × 107 | - | - |
| Leistung                 | 170 PS oder 180 PS | ab 135 PS | 400 PS | - | - |
| bei 1/min:               | | 5000 | 5100 | - | - |
| Benzinzufuhr:            | elektrische (?) Benzinpumpe mechanische Benzinpumpe (?) | | | - | - |
| Gemischaufbereitung:     | Vergaser | Vergaser | Kompressor Vergaser | - | - |
| Ventilsteuerung:         | zwei obenliegende Nockenwellen | zwei obenliegende Nockenwellen | zwei obenliegende Nockenwellen | - | - |
| Kühlung:                 | Wasserkühlung | Wasserkühlung | Wasserkühlung | - | - |
| Antrieb:                 | Hinterradantrieb | Hinterradantrieb | Hinterradantrieb | Hinterradantrieb | Hinterradantrieb |
| Getriebe:                | Viergang-Schaltgetriebe Cotal-Vorwählgetriebe | Viergang-Schaltgetriebe Cotal-Vorwählgetriebe | Viergang-Schaltgetriebe Cotal-Vorwählgetriebe | - | - |
| Fahrgestell:             | Stahlleiterrahmen aus je zwei gegeneinander gestellten und vernieteten U-Profilen. Längsträger nach außen gebogen („Fischbauchrahmen“). Bodenplattform als tragendes Element mit dem Rahmen verschweißt. Frontmotor | Stahlleiterrahmen aus je zwei gegeneinander gestellten und vernieteten U-Profilen. Längsträger nach außen gebogen („Fischbauchrahmen“). Bodenplattform als tragendes Element mit dem Rahmen verschweißt. Frontmotor | Stahlleiterrahmen aus je zwei gegeneinander gestellten und vernieteten U-Profilen. Längsträger nach außen gebogen („Fischbauchrahmen“). Bodenplattform als tragendes Element mit dem Rahmen verschweißt. Frontmotor | Stahlleiterrahmen aus je zwei gegeneinander gestellten und vernieteten U-Profilen. Längsträger nach außen gebogen („Fischbauchrahmen“). Bodenplattform als tragendes Element mit dem Rahmen verschweißt. Frontmotor | Stahlleiterrahmen aus je zwei gegeneinander gestellten und vernieteten U-Profilen. Längsträger nach außen gebogen („Fischbauchrahmen“). Bodenplattform als tragendes Element mit dem Rahmen verschweißt. Frontmotor |
| Radaufhängung vorn:      | Starrachse; Querlenker und Viertelelliptikfedern; hydraulische Stoßdämpfer | Starrachse; Querlenker und Viertelelliptikfedern; hydraulische Stoßdämpfer | Starrachse; Querlenker und Viertelelliptikfedern; hydraulische Stoßdämpfer | Starrachse; Querlenker und Viertelelliptikfedern; hydraulische Stoßdämpfer | Starrachse; Querlenker und Viertelelliptikfedern; hydraulische Stoßdämpfer |
| Radaufhängung hinten:    | Starrachse; Pendelachse mit Zugstreben und Querblattfeder. Differenzial mit dem Rahmen verschraubt; hydraulische Stoßdämpfer                                                                                        | Starrachse; Pendelachse mit Zugstreben und Querblattfeder. Differenzial mit dem Rahmen verschraubt; hydraulische Stoßdämpfer                                                                                        | Starrachse; Pendelachse mit Zugstreben und Querblattfeder. Differenzial mit dem Rahmen verschraubt; hydraulische Stoßdämpfer                                                                                        | Starrachse; Pendelachse mit Zugstreben und Querblattfeder. Differenzial mit dem Rahmen verschraubt; hydraulische Stoßdämpfer                                                                                        | Starrachse; Pendelachse mit Zugstreben und Querblattfeder. Differenzial mit dem Rahmen verschraubt; hydraulische Stoßdämpfer                                                                                        |
| Bremsen:                 | hydraulisch betätigte Vierrad-Trommelbremsen | hydraulisch betätigte Vierrad-Trommelbremsen | hydraulisch betätigte Vierrad-Trommelbremsen | hydraulisch betätigte Vierrad-Trommelbremsen | hydraulisch betätigte Vierrad-Trommelbremsen |
| Radstand m:              | 3,30 | 3,30 | 3,30 | 3,30 | 3,30 |
| Spurweite vorn/hinten m: | 1,35 | 1,35 | 1,35 | 1,35 | 1,35 |
| Karosserie:              | Coach Gangloff | | Coupé Recreation (2012) Studenten des Art Center College of Design, Pasadena. | - | - |